# 14 юли
14 юли е 195-ият ден в годината според Григорианския календар (196-и през високосна). Остават 170 дни до края на годината.

## Събития
- 1228 г. – Луи VIII става крал на Франция след смъртта на баща си Филип II.
- 1456 г. – Унгарската армия нанася поражение при Белград на армията на Османската империя.
- 1789 г. – Френската революция: Жителите на Париж превземат Бастилията и освобождават седем политически затворници, с което започва Френската революция.
- 1795 г. – Марсилезата е обявена за френски национален химн.
- 1867 г. – Алфред Нобел извършва демонстрация на действието на динамита в Англия.
- 1877 г. – В църквата „Свети великомъченик Георги“, село Любенова махала е извършено едно от най-големите кланета в българската история – 1013 намират смъртта си в църковния двор и в самата църква.
- 1902 г. – Свободностоящата камбанария на площад Сан Марко във Венеция се срутва, без да причини човешки жертви, възстановена е окончателно след 10 години.
- 1913 г. – Междусъюзническата война: започва битката за Кресненския пролом (до 18 юли).
- 1933 г. – Глайхшалтунг: В Германия са забранени всички опозиционни политически партии, освен Нацистката партия.
- 1941 г. – Втората световна война: Червената армия използва за първи път легендарните ракетни установки Катюша.
- 1946 г. – Излиза първото издание на книгата на американския педиатър Бенджамин Спок – „Грижи за бебето и детето“.

- 1948 г. – Лидерът на Италианската комунистическа партия Палмиро Толяти е прострелян и ранен близо до италианския парламент.
- 1958 г. – Иракският крал Фейсал II е убит, заедно с обкръжението си, от арабски националисти; монархията е отхвърлена и Ирак е провъзгласена за република.
- 1959 г. – САЩ пускат във вода първия си атомен крайцер – Лонг Бийч, оборудван с два атомни реактора.
- 1965 г. – Космическият апарат Маринър 4, който е изстрелян през 1964, преминава покрай Марс и прави първите близки снимки на чужда планета.
- 1969 г. – С навлизането на Салвадорската армия на територията на Хондурас започва т.нар. Футболна война.
- 1987 г. – В Народна република България се създават свободни безмитни зони за насърчаване на стопанската инициатива.
- 1992 г. – Основан е Българският хелзинкски комитет.
- 1995 г. – Създаден е форматът mp3 за аудиофайлове.
- 2000 г. – Мощно слънчево изригване причинява геомагнитна буря на Земята.
- 2011 г. – Южен Судан е приет в ООН.
- 2015 г. – След повече от 9 години полет, космическият апарат Нови хоризонти преминава само на 12,5 хиляди км от Плутон.
- 2016 г. – Навръх националния празник на Франция в Ница е извършен атентат, при който загиват 84 души.

## Родени
- 1459 г. – Анджело Полициано, италиански поет и писател († 1494 г.)
- 1602 г. – Мазарини, френски политик († 1661 г.)
- 1776 г. – Пиер Домени, френски офицер († 1832 г.)
- 1801 г. – Йоханес Петер Мюлер, германски физиолог († 1858 г.)
- 1862 г. – Вълко Василев, български военен деец († 1933 г.)
- 1862 г. – Густав Климт, австрийски художник († 1918 г.)
- 1866 г. – Милица Николаевна, велика руска княгиня († 1951 г.)
- 1877 г. – Никола Въжаров, български учител († 1964 г.)
- 1889 г. – Анте Павелич, хърватски политик († 1959 г.)
- 1889 г. – Петър Динев, български композитор († 1980 г.)
- 1891 г. – Александър Волков, руски математик († 1977 г.)
- 1910 г. – Уилям Хана, американски аниматор († 2001 г.)
- 1913 г. – Джералд Форд, 38-и президент на САЩ († 2006 г.)
- 1918 г. – Ингмар Бергман, шведски режисьор († 2007 г.)
- 1919 г. – Лино Вентура, италиански актьор († 1987 г.)
- 1921 г. – Джефри Уилкинсън, британски химик, Нобелов лауреат през 1973 г. († 1996 г.)
- 1923 г. – Трендафил Станков, български футболист († 2001 г.)
- 1925 г. – Георги Джагаров, български поет († 1995 г.)
- 1926 г. – Хари Дийн Стонтън, американски актьор († 2017 г.)
- 1927 г. – Иван Младенов, български учен († 1997 г.)
- 1933 г. – Думаагийн Содном, монголски политик
- 1936 г. – Робърт Овърмайер, американски астронавт († 1996 г.)
- 1939 г. – Карел Гот, чешки поп певец († 2019 г.)
- 1942 г. – Хавиер Солана, испански политик
- 1944 г. – Георги Попов, български футболист († 2024 г.)
- 1945 г. – Стоян Стоянов, български политик († 2020 г.)
- 1952 г. – Джеф Линдзи, американски писател
- 1966 г. – Матю Фокс, американски актьор
- 1970 г. – Веселин Вешев, български политик, предприемач и спортист
- 1971 г. – Хауърд Уеб, английски съдия
- 1973 г. – Халил Мутлу, турски щангист
- 1977 г. – Виктория Шведска, шведска принцеса и престолонаследник
- 1983 г. – Игор Андреев, руски тенисист
- 1984 г. – Нилмар, бразилски футболист
- 1987 г. – Адам Джонсън, английски футболист
- 1987 г. – Сара Канинг, канадска актриса
- 1988 г. – Конър Макгрегър, ирландски ММА боец

## Починали
- 1223 г. – Филип II, крал на Франция (* 1165 г.)
- 1816 г. – Франсиско де Миранда, латиноамерикански революционер (* 1750 г.)
- 1817 г. – Ан Луиз Жермен дьо Стаел, френска писателка (* 1766 г.)
- 1817 г. – Карагеорги Петрович, сръбски революционер (* 1762 г.)
- 1881 г. – Били Хлапето, американски престъпник (* 1859 г.)
- 1899 г. – Христо Попконстантинов, български писател (* 1858 г.)
- 1904 г. – Паул Крюгер, президент на Трансваал (* 1824 г.)
- 1907 г. – Димитър Гоголаков, гръцки андартски капитан (* ? г.)
- 1910 г. – Мина Тодорова, любима на Яворов (* 1890 г.)
- 1914 г. – Карол Телбиз, австро-унгарски общественик (* 1853 г.)
- 1929 г. – Ханс Делбрюк, немски историк (* 1848 г.)
- 1939 г. – Алфонс Муха, чешки художник (* 1860 г.)
- 1939 г. – Георг Гавантка, германски офицер (* 1891 г.)
- 1939 г. – Георги Бакалов, български общественик (* 1873 г.)
- 1954 г. – Хасинто Бенавенте, испански писател, Нобелов лауреат през 1922 г. (* 1866 г.)
- 1962 г. – Борис Машалов, български певец (* 1914 г.)
- 1963 г. – Свами Шивананда, индийски гуру (* 1887 г.)
- 1967 г. – Тудор Аргези, румънски поет (* 1880 г.)
- 1968 г. – Константин Паустовски, руски писател (* 1892 г.)
- 1971 г. – Димитър Силяновски, български юрист (* 1892 г.)
- 1979 г. – Димитър Атанасов, български агроном (* 1894 г.)
- 1981 г. – Петер фон Трамин, австрийски писател (* 1932 г.)
- 1991 г. – Павел Морозенко, съветски актьор (* 1939 г.)
- 1998 г. – Дик Макдоналд, американски предприемач (* 1909 г.)
- 2002 г. – Алекс Фрейзър, австралийски учен (* 1923 г.)
- 2003 г. – Иван Ганев, български учен (* 1942 г.)
- 2021 г. – Стайка Гьокова, българска народна певица (* 1930 г.)
- 2022 г. - Ивана Тръмп

## Празници
- Ирак – Ден на революцията
- САЩ – Ден на нудистите
- Франция – Годишнина от превземането на Бастилията (начало на Френската революция, 1789 г., национален празник)